# 城月河
城月河，位于中华人民共和国广东省西南部雷州半岛北部，发源于遂溪县城月镇大塘村，向东流经东风村、石塘村、青年运河东运河、杨官塘、城月镇治、扶良村、坎塘村，于陈家村转东南流，经三合下村、西坡村、建新镇卜巢村，溪北村，过黎湛铁路后成为遂溪和湛江市麻章区的界河，最后于建新镇西南库竹港注入南海。河长37千米，流域面积345平方千米。年均径流量2.52亿立方米。